# William Martin (naturalista)
William Martin   (Mansfield, 1767 - Macclesfield, 31 de maig de 1810) fou un naturalista i paleontòleg anglès que proposà que la ciència hauria de fer servir els fòssils per ajudar en l'estudi de la història natural. Martin publicà les primeres imatges en color de fòssils i escrigué el primer estudi científic sobre fòssils en anglès.

## Biografia
Martin nasqué a Mansfield el 1767. El seu pare treballà en el negoci de les mitges, però va abandonar i va esdevenir actor a Irlanda sota el nom de Joseph Boot. També era un inventor i pintor de retrats. Va morir a Londres el 1797. La mare de Martin, nascuda a Mallatratt, també era actriu.

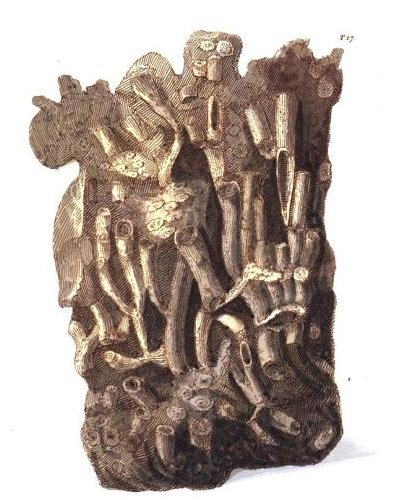
Erismolit: una de les làmines de la seva publicació Petrificata derbiensia de 1809

Mentre encara era un nen ja va aparèixer sobre l'escenari, primer com a dansaire i més tard recitant texts. Martin va aprendre de delineant amb James Bolton a Halifax. Des de 1782 a 1785 va estar amb un grup d'actors de Derbyshire: allí hi conegué White Watson, amb el qual treballaria més tard sobre fòssils de la regió. El seu treball amb fòssils i història natural va comportar que Martin fos admès com a soci de la Societat Linneana de Londres. Igual que Watson, Martin fou influenciat pel treball del geòleg John Whitehurst originari de Derbyshire. Whitehurst havia publicat An Inquiry into the Original State and Formation of the Earth (Tractat sobre l'estat original i la formació de la Terra) el 1778, obra que contenia un important apèndix que tractava Observacions generals sobre els estrats de Derbyshire. De totes maneres, fou Abraham Mills qui feu canviar Martin de la zoologia a la paleontologia una mica abans de l'any 1789. Martin publicà Figures i descripcions de petrificacions de Derbyshire el 1793.

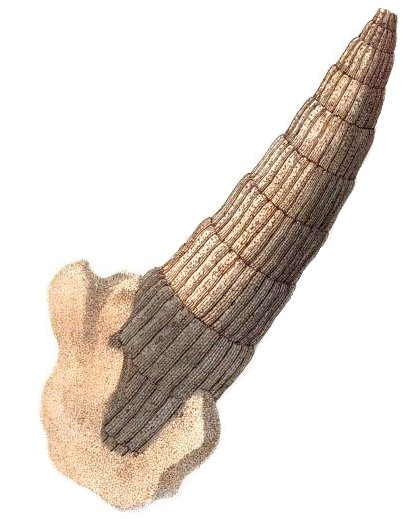
Una altra il·lustració de Martin, corall rugós. Aquestes foren les primeres il·lustracions de fòssils britànics.

Martin va escriure unes publicacions conjuntes amb White Watson, però l'associació no va funcionar massa bé, ja que Watson creia que no rebia prou crèdit. Martin va publicar més tard una part del treball de Watson sobre fòssils posant només el seu propi nom i sense donar crèdit a Watson. Martin va tenir sis fills amb la seva «malaurada, però interessant» muller que, com els seus pares, havia passat per dalt els escenaris abans del seu segon casament amb Martin, el 1797. El 1798 nasqué el seu fill William Charles Linnaeus Martin: se li donà el nom Linnaeus en honor de l'interès de Martin en la classificació d'éssers vius. El seu fill escriuria de gran nombrosos llibres sobre història natural i esdevindria científic i membre de la Societat Zoològica de Londres.
Martin treballava de mestre; inicialment estigué empleat a Burton-on-Trent (1798), més tard a Buxton i, finalment, el 1805 es va mudar a Macclesfield, on ensenyava a l'escola Macclesfield Grammar School. L'interès de Martin en la natura no disminuïa i solia enviar objectes a James Sowerby, que els il·lustrava per ell.
Martin va fer algunes petites actuacions fins al 1809, i va ser propietari d'un quart de la participació del Teatre de Buxton. El 1809 va publicar Petrifacta Derbiensia, text que dedicà a Joseph Banks. Petrifacta Derbiensia contenia il·lustracions, les primeres en color, que van ajudar Martin a descriure els fòssils i les pedres calcàries carboníferes que havia estudiat a Derbyshire. La identificació quedava poc certa: el corall rugós es creia que era possiblement un tipus de bambú encara sense descobrir.

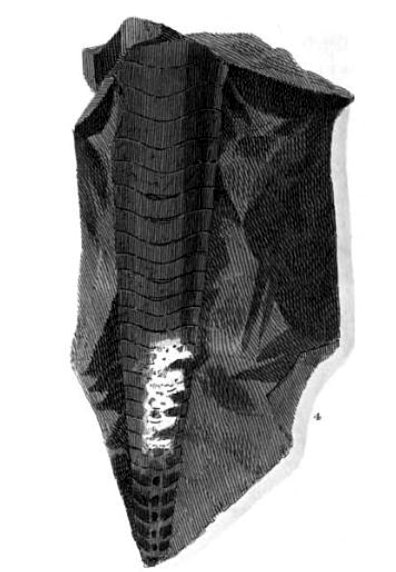
Il·lustració de Martin d'un fòssil que d'altres havien descrit com una cua de cocodril.

Petrifacta Derbiensia presenta un altre fòssil que Martin considerà un tipus de nàutil reforçat. Explica que l'oncle i els treballadors de White Watson a la pedrera de marbre negre d'Ashford anomenaven alguns dels fòssils «cues de cocodril», ja que creien que eren les restes de petites cues d'aquest animal; Martin desmentia aquestes afirmacions.
Martin també va publicar Outlines of an Attempt to establish a Knowledge of Extraneous Fossils on Scientific Principles (Nocions generals d'un intent d'establir coneixement de fòssils estranys amb principis científics) el 1809. Martin havia publicat el primer estudi científic sobre fòssils i paleontologia en anglès, i va trobar-se amb John Farey per debatre sobre la possibilitat d'un esforç comú per crear un mapa geològic de Derbyshire. Una malaltia que afectà Martin, però, ho va impedir; va morir a Macclesfield el 31 de maig del 1810. Fou enterrat a l'església Christ Church, Macclesfield, i es dugué a terme una recaptació de diners per poder cuidar de la seva dona i els seus fills.

## Llegat
El treball de Martin sobre braquiòpodes comportà la creació el 1844 del gènere Martinia, anomenat en honor seu. Set anys després Martin fou recordat de nou quan es posà nom al fòssil de Derbyshire Lithostrotion martini.